# Goddess in Progress
Goddess in Progress è il primo EP della cantante e attrice statunitense Julie Brown pubblicato nel 1984.
Nel lato B del disco ci sono le tre canzoni che appaiono nel film Le ragazze della Terra sono facili, mentre nel lato A ci sono le due canzoni del singolo I Like 'em Big and Stupid.

## Tracce

### Lato A
1. I Like 'em Big and Stupid - 2:39
2. The Homecoming Queen's Got a Gun - 4:37

### Lato B
1. Will I Make It Through The Eighties? - 2:20
2. 'Cause I'm Blonde - 2:14
3. Earth Girls Are Easy - 4:44

### Ri-pubblicazione del 2007
Nel 2007 la Brown acquisì i diritti dell'EP e lo distribuì nuovamente in formato CD. Incluse anche altre sei tracce non pubblicato precedentemente tra il 1984 e il 1987.
1. Will I Make It Through the Eighties? - 2:47
2. 'Cause I'm Blond - 2:19
3. I Like 'em Big and Stupid - 2:44
4. The Homecoming Queen's Got a Gun - 4:46
5. Earth Girls Are Easy - 4:52
6. Too Much Girl - 3:28
7. Call Me for a Good Time - 3:44
8. Back In the Back Seat - 3:20
9. Surf's Up, So What - 1:46
10. Fallin' (At the Speed of Love) - 3:02
11. Kiss & Tell - 2:35